# Pyrilia barrabandi
Pyrilia barrabandi là một loài chim trong họ Psittacidae.